# Trấn Yên (xã)
Trấn Yên là một xã thuộc huyện Bắc Sơn, tỉnh Lạng Sơn, Việt Nam. Đây là xã được biết đến với Lễ hội Ná Nhèm hay lễ hội rước sinh thực khí nam (hay còn gọi là Tàng thinh) độc nhất ở Việt Nam diễn ra vào ngày 15 tháng Giêng hàng năm

## Địa lý
Xã Trấn Yên có diện tích 89,44 km², dân số năm 2016 là 6.581 người có 1.412 khẩu, mật độ dân số đạt 61 người/km². Theo thống kê năm 2019, xã Trấn Yên có diện tích 89,44 km², dân số là 6.663 người, mật độ dân số đạt 75 người/km².

## Hành chính
Xã Trấn Yên được chia thành 22 thôn bản:Làng Mỏ, Tác Nàng, Đon Ngang, Làng Gà 1, Làng Gà 2, Pá Chí, Khưa Cả, Làng Rộng, Làng Giáo, Thâm Vớt, Lân Gặt, Làng Huyền, Làng Cóc, Làng Thẳm, Co Rào, Rồng Viền, Nà kéo, Pá Ó, Nóoc Mò, Lần Cà 1, Lân Cà 2, Lân Hoèn. Trong đó: 
- Có 6 thôn đa số là dân tộc Dao: Nà kéo, Pá Ó, Nóoc Mò, Lần Cà 1, Lân Cà 2, Lân Hoèn
- Có 16 thôn trung tâm gồm có: Làng Mỏ, Tác Nàng, Đon Ngang, Làng Gà 1, Làng Gà 2, Pá Chí, Khưa Cả, Làng Rộng, Làng Giáo, Thâm Vớt, Lân Gặt, Làng Huyền, Làng Cóc, Làng Thẳm, Co Rào, Rồng Viền.

## Lễ hội
Lễ hội Ná Nhèm là lễ hội được trao bằng di sản văn hóa phi vật thể quốc gia 2016, theo đó, Ná Nhèm trong tiếng Tày gọi là mặt nhọ, sau 50 năm thất truyền, đến năm 2012 lễ hội đã được phục dựng, quan tâm và tổ chức có quy mô đáp ứng nhu cầu thờ cúng, tín ngưỡng tâm linh của nhân dân trong vùng và du khách gần xa. Lễ hội này sẽ rước "Tàng thinh" là linh vật của người đàn ông có chiều dài 1m, đường kính hơn 40cm và nặng hơn 1 tạ, làm bằng gỗ và "mặt nguyệt" tượng trưng cho bộ phận sinh dục nữ, heo người dân địa phương, khi hai linh vật này giao hòa sẽ tạo ra sự bình an, sinh sôi trong cuộc sống. Tới cuối ngày, những vật cúng tế này được đem đốt. Từ năm 2016, Lễ hội đã có sự cải tiến táo bạo, nó nằm ở sự to bất thường của cái linh vật được rước, trước đó linh vật được rước không phải là một vật quá to, màu sắc loè loẹt, gây chú ý mà nó được đẽo thô, khá giống thật dù có thể to và dài hơn và ẩn trong lễ hội với rất nhiều vật được rước khác. Nghi thức rước sinh thực khí nam trong lễ hội Ná Nhèm vừa thu hút sự tò mò, vừa làm cho nhiều người ngại ngùng.